# フェルナンド・ロメロ (野球)
フェルナンド・エルネスト・ロメロ・ペラルタ（Fernando Ernesto Romero Peralta, 1994年12月24日 - ）は、ドミニカ共和国サン・フアン州サン・フアン・デ・ラ・マグアナ出身のプロ野球選手（投手）。右投右打。

## 経歴

### プロ入りとツインズ時代
2011年11月にアマチュア・フリーエージェントでミネソタ・ツインズと契約してプロ入り。
2012年、傘下のルーキー級ドミニカン・サマーリーグ・ツインズでプロデビュー。14試合（先発6試合）に登板して1勝4敗、防御率4.65、28奪三振を記録した。
2013年はルーキー級ガルフ・コーストリーグ・ツインズでプレーし、12試合（先発6試合）に登板して2勝0敗、防御率1.60、47奪三振を記録した。
2014年はA級シーダーラピッズ・カーネルズでプレーしたが、3試合に先発登板後にトミー・ジョン手術を受け、以降を棒に振った。
2015年は前年の手術の影響で全休した。
2016年はA級シーダーラピッズとA+級フォートマイヤーズ・ミラクルでプレーし、2球団合計で16試合に先発登板して9勝3敗、防御率1.89、90奪三振を記録した。オフの11月18日にはルール・ファイブ・ドラフトでの流出を防ぐために40人枠入りした。
2017年はAA級チャタヌーガ・ルックアウツでプレーし、24試合（先発23試合）に登板して11勝9敗、防御率3.53、120奪三振を記録した。
2018年は開幕をAAA級ロチェスター・レッドウイングスで迎え、5月2日にメジャー初昇格を果たした。同日のトロント・ブルージェイズ戦にて先発でメジャーデビューすると、5.2回を無失点の投球で初登板初勝利を飾った。この年メジャーでは11試合に先発登板して3勝3敗、防御率4.69、45奪三振を記録した。
2019年はリリーフで15試合に登板した。
2020年2月12日、スプリングトレーニングに向かう途中にアトランタの税関で荷物の問題が発生し、ドミニカ共和国へ引き返したため参加できず。さらにビザの再取得も実現せずシーズンで投げることはなかった。オフの12月17日に自由契約となった。

### DeNA時代
2020年12月24日に横浜DeNAベイスターズが獲得を発表した。推定年俸は7500万円。
2021年の前半戦は防御率5.75と苦しんだが、後半戦は防御率2.09と安定した投球を見せ、最終的には14試合に登板して5勝3敗、防御率3.01の成績を残した。オフの12月7日に推定年俸1億2000万円の1年契約と球団が2年目に契約延長できるオプション付きで、残留が発表された。
2022年は開幕ローテーションに入るも、年間を通じて安定した投球を見せることが出来ず、終盤は中継ぎに配置転換される。10月2日の読売ジャイアンツ戦では1イニングで4四死球を出すなど状態が上向かず、クライマックスシリーズでの登板はなかった。チーム4位の92 1/3回を投げるも、6勝8敗、防御率4.87の成績でシーズンを終えた。オフの11月30日に翌年の契約を結ばないことが発表され、12月2日に自由契約公示された。

### DeNA退団後
2022年12月22日、ロサンゼルス・エンゼルスとマイナー契約を結んだ。
2023年はルーキー級アリゾナ・コンプレックスリーグ・エンゼルスで1試合登板した後7月3日AA級ロケットシティ・トラッシュパンダズに昇格、7月20日にAAA級のソルトレイク・ビーズに昇格した。最終的に4試合に登板して0勝1敗、防御率10.13という成績で、11月6日にFAとなった。

## 投球スタイル
| 球種           | 割合 | 平均球速 | 平均球速 | 最高球速 | 最高球速 |
| 球種           | %    | mph      | km/h     | mph      | km/h     |
| ツーシーム     | 59.4 | 97.1     | 156.3    | 99       | 159.3    |
| スライダー     | 28.8 | 87.3     | 140.5    | 90.4     | 145.5    |
| フォーシーム   | 6.1  | 96.6     | 155.5    | 98.9     | 159.2    |
| チェンジアップ | 5.8  | 92.2     | 148.4    | 93.6     |          |

最速159km/hを誇る2種類の速球(フォーシーム、ツーシーム)が投球の6割以上を占める。変化球は、スライダーとチェンジアップ。日本に来てからはカットボールを習得し、ゴロアウトを量産するタイプに変貌した。

## 人物
日本語の習得に前向きで、監督の三浦大輔に「頑張ります」と伝えようとしたが、「ガンバッテ！」と声をかけてしまい、指揮官に「おまえが頑張れ」と切り替えされてしまった。また、同僚の山崎康晃や上茶谷大河からIKKO、GO!皆川、ちゅうえい（流れ星☆）、長谷川雅紀（錦鯉）などのギャグを仕込まれ、ヒーローインタビューを中心に披露している。

## 詳細情報

### 年度別投手成績
| 年 度    | 球 団    | 登 板 | 先 発 | 完 投 | 完 封 | 無 四 球 | 勝 利 | 敗 戦 | セ 丨 ブ | ホ 丨 ル ド | 勝 率 | 打 者 | 投 球 回 | 被 安 打 | 被 本 塁 打 | 与 四 球 | 敬 遠 | 与 死 球 | 奪 三 振 | 暴 投 | ボ 丨 ク | 失 点 | 自 責 点 | 防 御 率 | W H I P |
| -------- | -------- | ----- | ----- | ----- | ----- | -------- | ----- | ----- | -------- | ----------- | ----- | ----- | -------- | -------- | ----------- | -------- | ----- | -------- | -------- | ----- | -------- | ----- | -------- | -------- | ------- |
| 2018     | MIN      | 11    | 11    | 0     | 0     | 0        | 3     | 3     | 0        | 0           | .500  | 247   | 55.2     | 60       | 6           | 19       | 1     | 7        | 45       | 7     | 0        | 31    | 29       | 4.69     | 1.42    |
| 2019     | MIN      | 15    | 0     | 0     | 0     | 0        | 0     | 1     | 0        | 1           | .000  | 72    | 14.0     | 19       | 2           | 11       | 1     | 1        | 18       | 5     | 0        | 12    | 11       | 7.07     | 2.14    |
| 2021     | DeNA     | 14    | 14    | 1     | 1     | 0        | 5     | 3     | 0        | 0           | .625  | 349   | 80.2     | 89       | 4           | 30       | 0     | 5        | 44       | 4     | 0        | 38    | 27       | 3.01     | 1.48    |
| 2022     | DeNA     | 23    | 18    | 0     | 0     | 0        | 6     | 8     | 0        | 0           | .429  | 420   | 92.1     | 100      | 8           | 35       | 1     | 9        | 54       | 5     | 0        | 59    | 50       | 4.87     | 1.46    |
| MLB：2年 | MLB：2年 | 26    | 11    | 0     | 0     | 0        | 3     | 4     | 0        | 1           | .429  | 319   | 69.2     | 79       | 8           | 30       | 2     | 8        | 63       | 12    | 0        | 43    | 40       | 5.17     | 1.56    |
| NPB：2年 | NPB：2年 | 37    | 32    | 1     | 1     | 0        | 11    | 11    | 0        | 0           | .500  | 769   | 173.0    | 189      | 12          | 65       | 1     | 14       | 98       | 9     | 0        | 97    | 77       | 4.01     | 1.47    |

- 2022年度シーズン終了時
- 各年度の太字はリーグ最多

### 年度別守備成績
| 年 度 | 球 団 | 投手（P） | 投手（P） | 投手（P） | 投手（P） | 投手（P） | 投手（P） |
| 年 度 | 球 団 | 試 合     | 刺 殺     | 補 殺     | 失 策     | 併 殺     | 守 備 率  |
| ----- | ----- | --------- | --------- | --------- | --------- | --------- | --------- |
| 2018  | MIN   | 11        | 3         | 7         | 1         | 0         | .909      |
| 2019  | MIN   | 15        | 1         | 1         | 0         | 0         | 1.000     |
| 2021  | DeNA  | 14        | 12        | 14        | 0         | 0         | 1.000     |
| 2022  | DeNA  | 23        | 9         | 16        | 3         | 1         | .893      |
| MLB   | MLB   | 26        | 4         | 8         | 1         | 0         | .923      |
| NPB   | NPB   | 37        | 21        | 30        | 3         | 1         | .944      |

- 2022年度シーズン終了時

### 記録

#### NPB
初記録
投手記録
- 初登板・初先発登板：2021年5月8日、対阪神タイガース8回戦（横浜スタジアム）、5回4失点で敗戦投手
- 初奪三振：同上、3回表に中野拓夢から見逃し三振
- 初勝利・初先発勝利：2021年9月4日、対中日ドラゴンズ17回戦（バンテリンドーム ナゴヤ）、6回1失点
- 初完投・初完封勝利：2021年9月20日、対中日ドラゴンズ20回戦（横浜スタジアム）、9回無失点3奪三振

打撃記録
- 初打席：2021年5月8日、対阪神タイガース8回戦（横浜スタジアム）、2回裏に伊藤将司から一ゴロ
- 初安打：2021年5月14日、対広島東洋カープ7回戦（MAZDA Zoom-Zoom スタジアム広島）、3回表に高橋昂也から投前内野安打

### 背番号
- 77（2018年 - 2019年）
- 42（2021年 - 2022年）

### 登場曲
- 『La Mamá de la Mamá』El Alfa "El Jefe" x CJ x El Cherry Scom（2021年 - ）